# AutoCAD
AutoCAD — дво- і тривимірна система автоматизованого проектування і креслення розроблена компанією Autodesk. Перша версія була випущена в 1982 році. AutoCAD і спеціалізовані додатки на його основі знайшли широке застосування в машинобудуванні, будівництві, архітектурі та інших галузях промисловості. Вперше випущений в грудні 1982 року AutoCAD був однією з перших програм САПР для роботи на персональних комп'ютерах, зокрема, IBM PC. У той час, більшість інших CAD-програм працювали на великих ЕОМ.
AutoCAD і AutoCAD LT підтримують англійську, німецьку, французьку, італійську, іспанську, японську, корейську, китайську спрощену, китайський традиційну, російську, чеську, польську, угорську, бразильську португальську, данську, голландську, шведську, фінську, норвезьку і в'єтнамську мови. Рівень локалізації варіюється від повної адаптації, до перекладу тільки довідкової документації.
Станом на травень 2013 р. відсутня українська локалізація будь-якої версії AutoCAD.

## Функціональні можливості
Ранні версії AutoCAD оперували невеликим числом елементарних об'єктів, такими як кола, лінії дуги і текст, з яких складалися складніші. У цій якості AutoCAD заслужив репутацію «електронного кульмана». Однак, на сучасному етапі можливості AutoCAD набагато перевершують початкові.
В області двовимірного проектування AutoCAD як і раніше дозволяє використовувати елементарні графічні примітиви для отримання складніших об'єктів. Крім того, програма надає вельми обширні можливості роботи з шарами і аннотативними об'єктами (розмірами, текстом, позначеннями). Використання механізму зовнішніх посилань (XRef) дозволяє розбивати креслення на складові файли, за які відповідальні різні розробники, а динамічні блоки розширюють можливості автоматизації 2D-проектування звичайним користувачем без використання програмування. Починаючи з версії 2010 в AutoCAD реалізована підтримка двовимірного параметричного креслення.
Поточна версія програми (AutoCAD 2012) включає в себе повний набір інструментів для комплексного тривимірного моделювання (підтримується твердотільне, поверхневе і полігональне моделювання). AutoCAD дозволяє отримати високоякісну візуалізацію моделей з допомогою рендерингу mental ray. Також в програмі реалізовано управління тривимірним друком (результат моделювання можна відправити на 3D-принтер) і підтримка хмар точок (дозволяє працювати з результатами 3D-сканування). Тим не менш, слід зазначити, що відсутність тривимірної параметризації не дозволяє AutoCAD безпосередньо конкуруватиме з машинобудівними САПР середнього класу, такими як Inventor, SolidWorks та іншими. До складу AutoCAD 2012 включена програма Inventor Fusion, яка реалізує технологію прямого моделювання.

## Засоби розробки й адаптації
AutoCAD підтримує декілька інтерфейсів API для налаштування й автоматизації. До них належать AutoLISP, Visual LISP, VBA, .NET і ObjectARX. ObjectARX є C++ бібліотекою класів, яка також була базою для розширення продуктів AutoCAD в конкретних областях, для створення продуктів, таких як AutoCAD Architecture, AutoCAD Electrical, AutoCAD Civil 3D, або сторонніх AutoCAD-додатків.

## Підтримувані операційні системи
AutoCAD сертифікований для роботи в сімействі операційних систем Microsoft Windows. Версія 2011 підтримує операційні системи Windows XP (з пакетом оновлень SP2), Windows Vista (з пакетом оновлень SP1) і Windows 7. 15 жовтня 2010 офіційно був випущений AutoCAD 2011 для Mac OS X (до цього останньою версією для Mac OS був AutoCAD Release 12, випущений в 1992 році). У комплект поставки (для Windows) входять версії і для 32-розрядних, і для 64-розрядних систем. AutoCAD підтримує використання обчислювальних ресурсів багатопроцесорних і багатоядерних систем. Також є версія AutoCad для Linux.

## AutoCAD LT
AutoCAD LT — спеціалізоване рішення для 2D-креслення. Вперше випущений в листопаді 1993 року, AutoCAD LT, за ціною $ 495, став першим продуктом в історії компанії за ціною до $ 1000, який носив назву «AutoCAD». Крім того, що продається безпосередньо Autodesk, він також може бути придбаний в комп'ютерних магазинах, на відміну від повної версії AutoCAD, які повинні бути придбані у офіційних дилерів Autodesk. Станом на 2011 випуску AutoCAD LT MSRP зросла до $ 1200.
Обмеження: В AutoCAD LT відсутні можливості для створення, візуалізації та відтворення 3D-моделей, а також 3D-друку.
AutoCAD LT не може бути використана на кількох комп'ютерах в мережі.
AutoCAD LT не підтримує налаштування з LISP, ARX і VBA.

## AutoCAD WS
Безкоштовний інтернет-додаток на базі хмарних обчислень, а також програма для пристроїв на ОС iOS (iPad, iPhone). Дозволяє переглядати та редагувати файли формату DWG, завантажені в онлайн-сховище AutoCAD WS Online workspace, при цьому набір інструментів для редагування досить обмежений. У AutoCAD 2012 передбачена можливість прямого зв'язку з цим сервісом.

## Студентські версії
Студентські версії AutoCAD, призначені виключно для використання студентами та викладачами в освітніх цілях, доступні для безкоштовного завантаження з сайту освітньої спільноти Autodesk. Функціонально студентська версія AutoCAD нічим не відрізняється від повної, за одним винятком: DWG-файли, створені або відредаговані в ній, мають спеціальну позначку (так званий освітній прапор), яка буде розміщена на всіх видах, при друку файлу (незалежно від того з якої версії — студентської або професійної — виконується друк). Об'єкти, створені в студентському версії не можуть бути використані для комерційного використання. Ці об'єкти «заражують» DWG файли створені в комерційній версії, якщо імпортуються.
Студентська спільнота Autodesk [Архівовано 22 грудня 2010 у Wayback Machine.] надає зареєстрованим студентам безкоштовний доступ до різних програм Autodesk.

## Спеціалізовані програми на основі AutoCAD
- AutoCAD Architecture — версія, орієнтована на архітекторів і містить спеціальні додаткові інструменти для архітектурного проектування і креслення, а також засоби випуску будівельної документації.
- AutoCAD Electrical розроблений для проектувальників електричних систем управління і відрізняється високим рівнем автоматизації стандартних завдань і наявністю великих бібліотек умовних позначень.
- AutoCAD Civil 3D — рішення для проектування об'єктів інфраструктури, призначене для землевпорядників, проектувальників генплану і проектувальників лінійних споруд. Крім основних можливостей AutoCAD Civil 3D може виконувати такі види робіт, як геопросторовий аналіз для вибору відповідного будмайданчика, аналіз зливових стоків для забезпечення дотримання екологічних норм, складання кошторису і динамічний розрахунок обсягів земляних робіт.
- AutoCAD MEP орієнтований на проектування інженерних систем об'єктів цивільного будівництва: систем сантехніки і каналізації, опалення та вентиляції, електрики і пожежної безпеки. Реалізована побудова тривимірної параметричної моделі, отримання креслень і специфікацій на її основі.
- AutoCAD Map 3D створений для фахівців, що виконують проекти в сфері транспортного будівництва, енергопостачання, земле- і водокористування й дозволяє створювати, обробляти й аналізувати проектну й ГІС-інформацію.
- AutoCAD Raster Design — програма векторизації зображень, що підтримує оптичне розпізнавання символів (OCR).
- AutoCAD Structural Detailing — засіб для проектування й розрахунку сталевих і залізобетонних конструкцій, що підтримує технологію інформаційного моделювання будівель. Базовими об'єктами є балки, колони, пластини й арматурні стрижні тощо.

## Підтримувані формати файлів
Основним форматом файлу AutoCAD є DWG — закритий формат, розроблений Autodesk. Для обміну даними з користувачами інших САПР пропонується використовувати відкритий формат DXF. Слід зазначити, що файли з розширеннями DWG і DXF може читати більшість сучасних САПР, оскільки ці формати є стандартом де-факто в області двовимірного проєктування. Для публікації креслень і 3D-моделей (без можливості редагування) використовується формат DWF, також створений компанією Autodesk.
Крім цього, програма підтримує запис і читання (за допомогою процедур імпорту / експорту) файлів 3DS формату, DGN, SAT і деяких інших.
До складу AutoCAD 2012 включена програма Inventor Fusion, яка дозволяє перетворювати файли, отримані з тривимірних САПР (таких як Inventor, SolidWorks, CATIA, NX і т. ін.) у формат DWG.

## Історія версій AutoCAD
| Офіційна назва      | Версія | Реліз | Дата випуску  | Примітки |
| ------------------- | ------ | ----- | ------------- | --- |
| AutoCAD Version 1.0 | 1.0    | 1     | грудень 1982  | Представлений формат DWG R1.0 |
| AutoCAD Version 1.2 | 1.2    | 2     | квітень 1983  | Представлений формат DWG R1.2 |
| AutoCAD Version 1.3 | 1.3    | 3     | серпень 1983  | |
| AutoCAD Version 1.4 | 1.4    | 4     | жовтень 1983  | Представлений формат DWG R1.4 |
| AutoCAD Version 2.0 | 2.0    | 5     | жовтень 1984  | Представлений формат DWG R2.05 |
| AutoCAD Version 2.1 | 2.1    | 6     | травень 1985  | Представлений формат DWG R2.1 |
| AutoCAD Version 2.5 | 2.5    | 7     | червень 1986  | Представлений формат DWG R2.5 |
| AutoCAD Version 2.6 | 2.6    | 8     | квітень 1987  | Представлений формат DWG R2.6; остання версія, яка працювала без математичного співпроцесора. |
| AutoCAD Release 9   |        | 9     | вересень 1987 | Представлений формат DWG R9 |
| AutoCAD Release 10  |        | 10    | жовтень 1988  | Представлений формат DWG R10 |
| AutoCAD Release 11  |        | 11    | жовтень 1990  | Представлений формат DWG R11 |
| AutoCAD Release 12  |        | 12    | червень 1992  | Представлений формат DWG R11/12 |
| AutoCAD Release 13  |        | 13    | листопад 1994 | Представлений формат DWG R13; останній реліз для Unix, MS-DOS і Windows 3.11 |
| AutoCAD Release 14  |        | 14    | лютий 1997    | Представлений формат DWG R14. |
| AutoCAD 2000        | 15.0   | 15    | березень 1999 | Представлений формат DWG 2000. Багатодокументний інтерфейс. Нові можливості тривимірного моделювання. Середовище розробки Visual Lisp.                                                                  |
| AutoCAD 2000i       | 15.1   | 16    | червень 2000  | Підтримка Windows XP. |
| AutoCAD 2002        | 15.6   | 17    | червень 2001  | Асоціативні розміри. Нові команди для роботи з текстом і шарами. |
| AutoCAD 2004        | 16.0   | 18    | березень 2003 | Представлений формат DWG 2004. Інтерфейс в стилі Windows XP. Додані інструментальні палітри. |
| AutoCAD 2005        | 16.1   | 19    | березень 2004 | Диспетчер підшивок. Додані таблиці. |
| AutoCAD 2006        | 16.2   | 20    | березень 2005 | Динамічні блоки, динамічний ввід. |
| AutoCAD 2007        | 17.0   | 21    | березень 2006 | Представлений формат DWG 2007. Повністю нові інструменти тривимірного моделювання і візуалізації. Впроваджена система рендерингу mental ray.                                                            |
| AutoCAD 2008        | 17.1   | 22    | березень 2007 | Перший реліз, доступний для x86-64 версій Windows XP та Vista. Додані анотивні об'єкти. |
| AutoCAD 2009        | 17.2   | 23    | березень 2008 | Додані Action Macros |
| AutoCAD 2010        | 18.0   | 24    | березень 2009 | Представлений формат DWG 2010. Підтримка Windows 7. Додані інструменти полігонального моделювання (mesh modeling) і можливість двовимірної параметризації.                                              |
| AutoCAD 2011        | 18.1   | 25    | березень 2010 | Нові інструменти поверхового моделювання. 15 жовтня 2010 року випущена перша, за останні 18 років версія для Mac OS                                                                                     |
| AutoCAD 2012        | 18.2   | 26    | березень 2011 | Динамічні масиви, Model Documentation |
| AutoCAD 2013        | 19.0   | 27    | березень 2012 | Асоціативні масиви, Autodesk 360 |
| AutoCAD 2014        | 19.1   | 28    | березень 2013 | Динамічний зв'язок з картографічними даними (GeoLocation API), JavaScript API |
| AutoCAD 2015        | 20.0   | 29    | березень 2014 | Згладжування (anti-aliasing) ліній, підтримка Windows 8.1, новий візуальний стиль |
| AutoCAD 2016        | 20.1   | 30    | березень 2015 | Підписи розмірів в кілька рядків, додані прив'язки до геометричного центру замкнутих поліліній, покращено моделювання, хмари точок, візуалізація і експорт в PDF, додані смарт-розміри і підтримка BIM. |
| AutoCAD 2017        | 21.0   | 31    | березень 2016 | Імпорт PDF, додані прив'язки до ліній з розривами. Асоціативні маркери центру і осьові лінії. |
| AutoCAD 2018        | 22.0   | 32    | березень 2017 | Представлений формат DWG 2018 |
| AutoCAD 2019        | 23.0   | 33    | березень 2018 | |
| AutoCAD 2020        | 24.0   | 34    | березень 2019 | |
| AutoCAD 2021        | 25.0   | 35    | березень 2020 | |